# Acacia rothii
Acacia rothii är en ärtväxtart som beskrevs av Jacob Whitman Bailey. Acacia rothii ingår i släktet akacior, och familjen ärtväxter. Inga underarter finns listade i Catalogue of Life.